# Lijst van boeken van Thea Stilton
De lijst van boeken van Thea Stilton is een opsomming van boeken geschreven door de virtuele auteur Thea Stilton.

## De Thea Sisters
Deze boeken zijn geschreven door de zus van Geronimo, Thea Stilton, en gaan over de avonturen van de Thea Sisters.
1. De Drakencode  (26 februari 2008)
2. De Thea Sisters op avontuur (27 oktober 2008)
3. De Sprekende Berg (21 januari 2009)
4. De Thea Sisters in Parijs (4 augustus 2009)
5. De verborgen stad (11 november 2009)
6. Het ijzingwekkende geheim (30 januari 2010)
7. Op zoek naar de blauwe scarabee (22 februari 2010)
8. Het mysterie van de zwarte pop (21 juni 2010)
9. Schipbreuk in de ruimte (13 januari 2011)
10. New York in rep en roer (29 augustus 2011)
11. Diefstal op de Oriënt Express (10 november 2011)
12. Gekrakeel om een Schots kasteel (25 juni 2012)
13. Een pracht van een smaragd (15 december 2012)
14. Vijf prima ballerina's (7 maart 2013)
15. Viva flamenco (19 juli 2013)
16. Help, we missen een welp! (1 november 2013)
17. Paniek op Hawaï (3 juli 2014)
18. Liefde aan het hof van de tsaar (2 februari 2015)
19. De jacht op de Zwarte Tulp (17 februari 2016)
20. De choco cup (7 april 2017)
21. Carnaval in Venetië (8 februari 2018)
22. De Pioenenkoningin (15 februari 2019)
23. Stripspektakel, avontuur in Vlaanderen
24. Schatgraven op de Bahama’s
25. Platgewalst in Wenen (oktober 2020)
26. Detectivebureau Hart voor de zaak
27. Toestand in Tunesie (juni 2021)
28. Vakantie aan de Cote d'Azur (juli 2021)
29. Noorderlicht in Noorwegen (december 2021)
30. Het mysterie van de magische stenen
31. Het kerstmysterie
32. Achtervolging in Argentinië
33. Afspraak in Parijs (juli 2025)

## Prinsessen van Wonderrijk
1. Het boek der raadselen (25 april 2018)
2. De droombewaker (25 april 2018)
3. Magische herinneringen (21 november 2018)
4. De vuurcirkel (15 mei 2019)

## De Thea Sisters stripboeken
Stripboeken rond het personage Thea Stilton.
1. De orka van Walviseiland (22 december 2009)
2. De schat van het Vikingschip (1 juli 2010)

## Prinsessen van Fantasia
De reeks Prinsessen van Fantasia is een reeks van 6 boeken en gaat over vijf prinsessen die ieder een rijk in Fantasia besturen.
1. De IJsprinses (13 september 2010)
2. De Koraalprinses (10 februari 2011)
3. De Woestijnprinses (29 september 2011)
4. De Woudprinses (26 maart 2012)
5. De Schaduwprinses (17 september 2012)
6. De Koningin van de Slaap (14 februari 2013)

## Heksen van Fantasia
Deze serie van 7 boeken is het vervolg op de serie De prinsessen van Fantasia, waarin de 5 prinsessen het opnemen tegen een nieuwe kwade macht: de Grauwe Heksen.
1. De heks van Eb en Vloed (16 augustus 2013)
2. De heks van Vuur en Vlam (15 november 2013)
3. De heks van Klank en Toon (17 januari 2014)
4. De heks van Weer en Wind (24 augustus 2014)
5. De heks van Stof en As (20 maart 2015)
6. De heks van Geur en Kleur (4 augustus 2015)
7. De heks van Al het Kwaad (18 november 2015)

## Het leven op Topford
Thea Stilton beschrijft in de serie Het leven op Topford, alle spannende gebeurtenissen die vijf pientere muizinnetjes samen beleven.
1. Liefde in de schijnwerpers (16 maart 2011)
2. Het geheime dagboek van Colette (16 maart 2011)
3. De Thea Sisters in gevaar (19 november 2011)
4. De danswedstrijd (19 november 2011)
5. Het supergeheime project (10 maart 2012)
6. De magische muisical (15 januari 2013)
7. Op naar de top (16 januari 2013)
8. Wie verstopt zich op Topford? (26 juni 2013)
9. Een geheimzinnige liefdesbrief (26 juni 2013)
10. De dierenkliniek (27 april 2014)
11. Bedrog op de catwalk (27 april 2014)
12. Het spookhuis (13 augustus 2014)
13. Een prinsheerlijk feest (13 augustus 2014)
14. Schatjes van schildpadjes (28 mei 2015)
15. Topford in Hollywood sferen (28 mei 2015)
16. Topsport op Topford (16 juni 2016)
17. Onrust op de manege (16 juni 2016)
18. Het skikampioenschap (19 december 2016)
19. Topfords topstylist (19 december 2016)
20. De Thea Sisters in spagaat (14 juli 2017)
21. De voetbalsisters (14 juli 2017)
22. Een droombruiloft (20 juni 2018)
23. Operatie dolfijn (20 juni 2018)
24. Feest op de manege (9 juli 2019)
25. Circus Holderdebolder (12 juli 2019)
26. Puppy kwijt! (16 juni 2020)
27. Game, set, match! (16 juni 2020)
28. Nooit kopje-onder! (juni 2021)
29. De mooiste zomer (juli 2022)
30. De verborgen tuin
31. Het vliegerfestival
32. De keuze van Colette

## De Zeven Rozen
De zeven rozen-serie gaat over de Thea Sisters die in het geheime onderzoekscentrum De Zeven Rozen in fantasiewerelden op avontuur gaan.
1. Het betoverde meer (18 mei 2013)
2. Het Bevroren Paradijs (5 februari 2014)
3. Het Wonderlijke Wolkenland (12 mei 2015)
4. De Feeën van de Zeven Zeeën (14 mei 2016)
5. De verdwenen prinses (20 juni 2017)
6. Het fonkelende Glinsterland (13 juli 2018)
7. Sterren in duisternis ( 25 mei 2019)
8. De geheime spiegel ( 22 juli 2020) ( Dit is het laatste (los te lezen) deel van De Zeven Rozen serie)

## Prinsessen van de Dageraad
1. Elin (12 november 2019)
2. Nemis (5 oktober 2020)
3. Sybil (17 juni 2021)

## De 13 Zwaarden
Deze serie is geschreven door Geronimo Stilton en Thea Stilton samen. Centraal staat de Toveracademie in Fantasia.
1. De spiegel der duisternis (25 maart 2016)
2. Het kwade verbond (18 juli 2016)
3. De geheime tunnel (18 november 2016)
4. Het laatste zwaard (3 maart 2017)